# 紋鼈製糖所
紋鼈製糖所（もんべつせいとうじょ）は、かつて北海道伊達市錦町にあった製糖工場。内務省勧農局が設置した日本最初の甜菜製糖工場である。

## 概要
パリ万博を視察した当時の内務省勧農局長松方正義がヨーロッパの甜菜製糖に着目し、建設を決定した。フランスのフェブリール製糖工場から機械を輸入し、1880年（明治13年）に赤煉瓦建ての工場を建設したものの、専門家の助けを借りることなく操業を開始した当製糖所の初年度の製造成績は製造能力のわずか20%に終わり、作られた砂糖は悪臭がある上に結晶化していない飴のような形状であった。
1883年（明治16年）3月に所長となった橋口文蔵は製糖効率や品質を改善すべくドイツ製の機械を購入し機械の入れ替えを行った。これによって純白で悪臭のない砂糖を前年より30～40％多く製造することができたが、甜菜の収穫量の伸び悩みによって製糖量が頭打ちになったことや、生産実績が好転した後も営業収入の3倍以上の営業費用がかかる大幅な赤字状態であったことから民間への払い下げが決定した。
1887年（明治20年）4月に伊達邦成を中心として紋鼈製糖株式会社が設立され、紋鼈製糖所は民営となった。しかし、民間に払い下げられた後も政府の補助を受けてなお赤字である業績不振の状態であった上、1891年（明治24年）に取引銀行であった第六十銀行が閉鎖したことによる金融難や1892年（明治25年）の甜菜の不作による収穫量の激減もあって同社は1896年（明治29年）に解散した。

## 歴史
- 1880年（明治13年）5月 - 内務省勧農局が紋鼈製糖所を建設を開始し、甜菜の栽培に着手する[2][4]。
- 1880年（明治13年）12月 - 紋鼈製糖所が完成する[4]。
- 1881年（明治14年） - 勧農局が省庁に昇格したため農商務省の所管となる[2]。
- 1884年（明治17年）10月 - 製糖効率や品質の改善のためドイツ製機械を導入する[4]。
- 1886年（明治19年） - 道庁の所管に移る[2]。
- 1887年（明治20年）4月 - 民間に払い下げられ、紋鼈製糖株式会社が設立される[4]。
- 1896年（明治29年）2月 - 業績不振により同社が解散する[4]。

## 旧もんべつ製糖所製糖機械
同社解散後、機械は神奈川県久良岐に設立された横須賀精糖へと移され一部は同工場で稼働したが、八重山の中川製糖所に再移譲されたものもあった。この中川製糖所に移された機械は台湾精糖が買い入れ、橋仔頭製糖所に設置された。その後同工場の生産増大に伴って機械は使用されなくなったものの、記念機械として工場事務所内にて保存されていた。1959年（昭和34年）台湾精糖が伊達市館山下町に道南製糖所を建設するにあたり台湾にて保管されていた記念機械を移設し、保存することとなった。現在も北海道糖業道南製糖所内に保存されており、2004年（平成16年）4月23日に伊達市指定文化財に指定されている。